# 특별이해관계인
특별이해관계인(特別利害關係人)이란 대한민국 상법이 규정한 총회의 결의에 대해 개인적인 이해관계가 있는 자를 말한다. 특별이해관계인은 총회에 출석하여 의견을 진술할 수는 있으나 의결권은 행사하지 못한다(상 제368조 3항).

## 개념에 대한 학설
- 법률상이해관계설(그 결의에 의해 당해 주주의 권리의무에 득실변경 생기는 모든 경우 포함)
- 특별이해관계설(다른 주주에게는 관련되지 않고 당해 주주의 이해에 관계된 경우)
- 개인법설(주주의 지위를 떠나서 회사와 무관하게 개인적으로 경제적 이해관계를 갖는 경우)

통설과 판례는 이사의 권한(의결권)을 제한하는 요소이므로 되도록 좁게 해석하는 것이 바람직하다고 하여 개인법설을 취하고 있다.